# Nošovice
Nošovice är en ort i Tjeckien. Den ligger i den östra delen av landet, 290 km öster om huvudstaden Prag. Nošovice ligger 340 meter över havet och antalet invånare är 979.
Terrängen runt Nošovice är platt åt nordväst, men åt sydost är den kuperad. Runt Nošovice är det tätbefolkat, med 343 invånare per kvadratkilometer. Närmaste större samhälle är Havířov, 13,2 km norr om Nošovice. Omgivningarna runt Nošovice är en mosaik av jordbruksmark och naturlig växtlighet.